# 乔治·贝尔德
乔治·贝尔德（英語：George Baird，1907年3月5日—2004年9月4日），美国男子田径运动员，主攻短跑。他曾代表美国参加1928年夏季奥林匹克运动会田径比赛，获得男子4×400米接力金牌。